# Gunna
Gunna (Gunnaigh en gaèlic) és una petita illa de les Hèbrides Interiors, situada al nord-oest d'Escòcia. Es troba entre les illes Coll i Tiree. Té una superfície de 69 hectàrees i el punt més alt de l'illa arriba als 35 metres d'altura. La seva amplada màxima no supera els 500 metres.
Està envoltada per diverses illes més petites, d'entre les quals destaquen Eilean Frachlan (just enfront de la costa nord), nan Eilean Gamhna (enfront de la costa sud), Soy Gunna al nord-est i Eilean Bhoramull. També es troba envoltada per nombrosos illots.